# Le Déserteur (ópera)
Le Déserteur (título original en francés; en español, El desertor) es una opéra-comique («drame en prose mêlé de musique») en tres actos y 4 escenas con música de Pierre-Alexandre Monsigny y libreto en francés de Michel-Jean Sedaine. Se estrenó el 6 de marzo de 1767 en el Hôtel de Bourgogne por la troupe de la Comédie-Italienne de París.
La obra fue el mayor éxito musical de Monsigny y es una de las óperas clave en la opéra comique a finales del siglo XVIII en Francia. Fue popular en Alemania y se interpretó en Nueva York en 1787. En la Opéra-Comique de París fue representada más de 300 veces a lo largo del siglo XIX y hasta el año 1911. La obra mezcla elementos serios y cómicos, siendo un ejemplo de esto último el comportamiento del borracho Montauciel. El tema del aplazamiento en el último minuto de una ejecución influyó en las posteriores óperas de rescate.

## Personajes
| Personaje                      | Tesitura                   | Reparto del estreno, 6 de marzo de 1769 |
| ------------------------------ | -------------------------- | --------------------------------------- |
| Alexis, un soldado             | bajo                       | Joseph Caillot                          |
| Louise, su prometida           | soprano                    | Marie-Thérèse Laruette-Villette         |
| Jean-Louis, padre de Louise    | tenor                      | Jean-Louis Laruette                     |
| Tía de Alexis                  | soprano                    | Bérard                                  |
| Bertrand, prima de Alexis      | haute-contre               | Antoine Trial                           |
| Jeannette, una joven campesina | mezzosoprano               | Beaupré                                 |
| Montauciel, un dragón          | tenor                      | Jean-Baptiste Guignard "Clairval"       |
| Courchemin, un brigadier       | bajo                       | Nainville                               |
| Tres guardias                  | haute-contre, tenor, tenor |                                         |
| El carcelero                   | papel hablado              |                                         |

## Argumento
Alexis está comprometido para casarse con Louise. Hace un truco con él pretendiendo que ella se va a casar en lugar de ello con Bertrand. Alexis cae en el engaño y abandona el ejército desesperado. Lo capturan y lo meten en la cárcel para esperar la ejecución. Louise va a ver al rey para pedir merced para Alexis. Recibe una carta de aplazamiento en el último minuto pero se desmaya por agotamiento antes de ser capaz de entregarla. Sin embargo, todo acaba bien, cuando el rey llega en persona y libera a Alexis.

## Grabación
- Le déserteur (sólo números musicales): William Sharp (Alexis), Dominique Labelle (Louise), Ann Monoyios (Jeannette), David Newman (Montauciel/Second Guard), Eugene Galvin (Jean-Louis/Third Guard), Tony Boutté (Bertrand/First Guard), Darren Perry (Courchemin), Claire Kuttler (Aunt Marguerite), Andrew Adelsberger (Jailer), Orquesta Opera Lafayette, dirigida por Ryan Brown (Naxos 8.660263-64, 2010)